# Бразильско-уругвайские отношения
Брази́льско-уругва́йские отноше́ния — двусторонние дипломатические отношения между Бразилией и Уругваем. Протяжённость государственной границы между странами составляет 1050 километров.

## История
Бразилия и Уругвай расположены в Южной Америке, поддерживают тесные политические, экономические и культурные связи. Особенность двусторонних отношений между странами заключаются в сильной исторической связи: в 1680 году португальцы основали Колонию-дель-Сакраменто, в 1817 году Восточная провинция была оккупирована Соединённым королевством Португалии, Бразилии и Алгарве. 18 июля 1821 года Восточная полоса была официально аннексирована Бразилией и получила название Сисплатина; при этом северные части Восточной полосы были присоединены к другим бразильским штатам. В 1822 году Бразилия стала независимым государством. В августе 1825 года Тридцать три Ориенталес подняли восстание в Сисплатине, что привело к аргентино-бразильской войне. В 1828 году в соответствии с договором в Монтевидео в южной части Восточной полосы было образовано независимое государство Уругвай. Страны на одной стороне принимали участие в следующих войнах: гражданской войне в Уругвае (1839—1851) и Парагвайской войне (1864—1870).
Двусторонние отношения в конце XIX и до конца XX века были омрачены внутренними неурядицами, что привело к охлаждению между странами. В 1991 году был подписан Договор Асунсьон, Бразилия и Уругвай решили поддерживать более тесные политические, экономические и культурные связи. Сегодня бразильское правительство называет Уругвай своим стратегическим союзником и считает двусторонние отношения с этой страной одними из приоритетных в своей внешней политике. Уругвай поддерживает желание Бразилии занять постоянное место в Совете Безопасности ООН.